# Lâu đài ở Wenecja

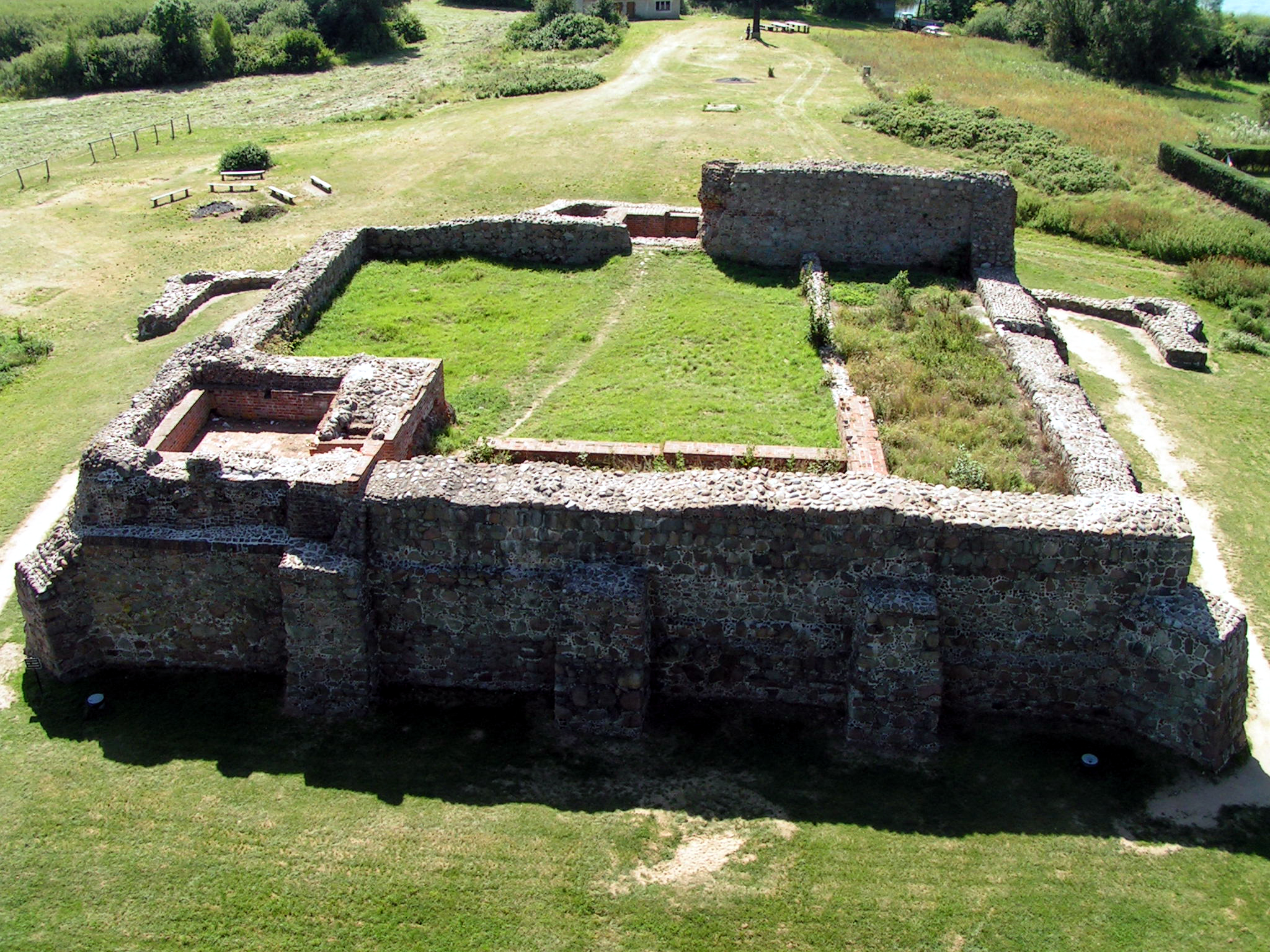
Trên cao nhìn xuống Lâu đài ở Wenecja (2009)

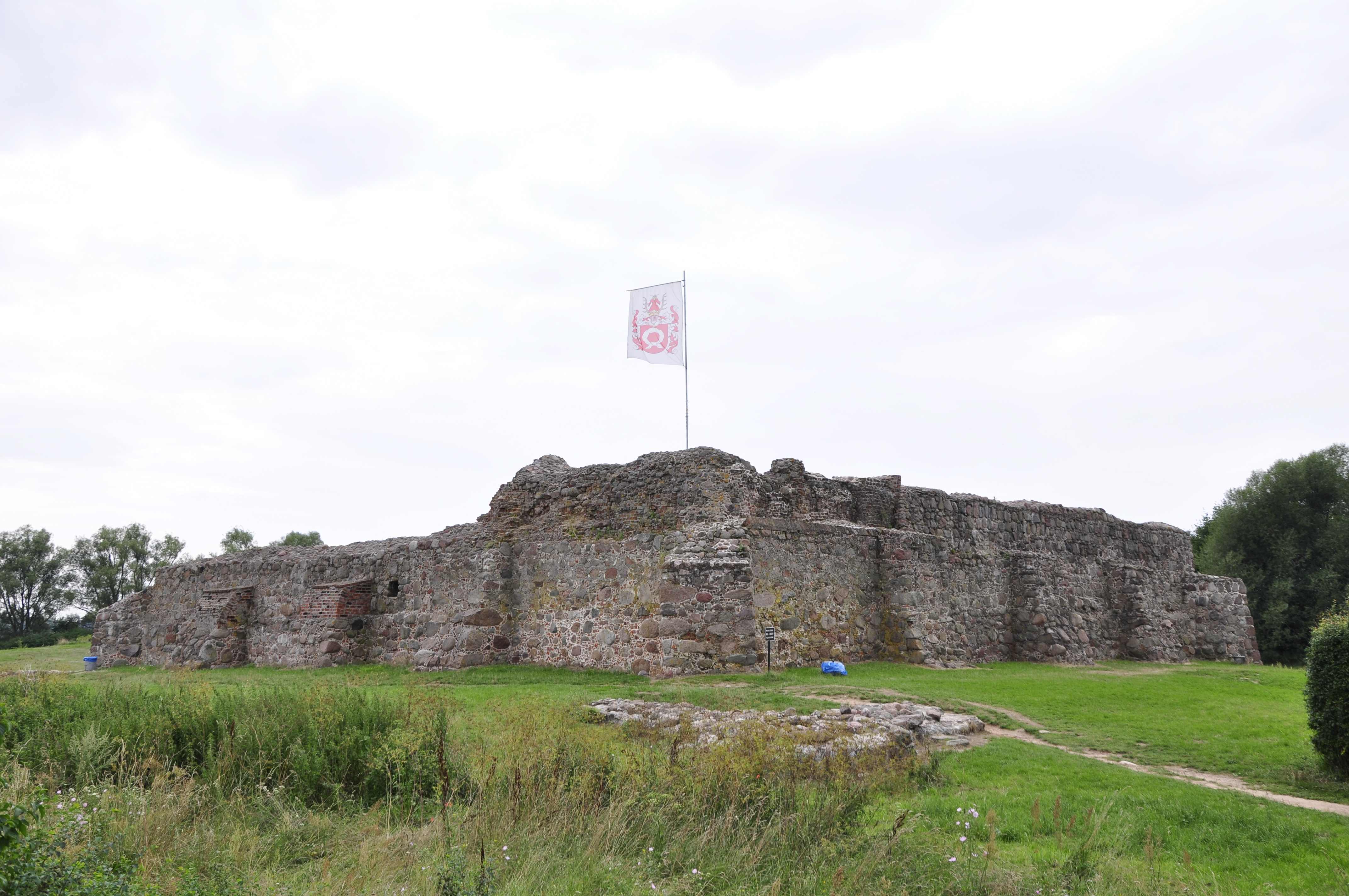
Lâu đài ở Wenecja (2010)

Lâu đài ở Wenecja (tiếng Ba Lan: Zamek w Wenecji) là một lâu đài kiên cố (hiện nay còn lại tàn tích) có từ thế kỷ 14 ở làng Wenecja, thị trấn Żnin, thuộc tỉnh Kujawsko-Pomorskie, Ba Lan. Tàn tích còn sót lại gồm những mảnh tường và một khoảng sân. Công trình kiến trúc này có tên trong danh sách di tích.

## Lịch sử
| Mốc lịch sử | Mô tả |
| ----------- | --- |
| Thế kỷ 14   | Lâu đài được ông trùm đất đai Mikołaj Nałęcz xây dựng dưới thời Quốc vương Kazimierz III của Ba Lan. |
| Thế kỷ 15   | Sau khi Nałęcz qua đời, người Pomian tiếp quản lâu đài này. Vào cuối thế kỷ 15, các công trình mới được xây dựng xung quanh lâu đài tạo thành một thành lũy đầu tiên ở Ba Lan.                                                  |
| Thế kỷ 16   | Thành lũy bị phá huỷ một phần. Những viên đá từ lâu đài được sử dụng để xây dựng một cung điện cho Tổng giám mục. Sau đó, lâu đài dần rơi vào tình cảnh đổ nát trong những thế kỷ tiếp theo.                                    |
| Thế kỷ 19   | Một phần lâu đài bị nổ tung trong chiến tranh. Những viên đá từ lâu đài được tận dụng để xây dựng một con đường đến thị trấn Żnin.                                                                                              |
| Hiện nay    | Tàn tích còn sót lại của lâu đài gồm: những mảnh tường và một khoảng sân. Ngoài ra, có một truyền thuyết liên quan đến lâu đài rằng: Lâu đài bị ám bởi Quỷ Wenecja, tức là chủ nhân nổi tiếng nhất của lâu đài, Mikołaj Nałęcz. |